# Campeonato Mundial de Balonmano Femenino de 2009
El XIX Campeonato Mundial de Balonmano Femenino se celebró en China entre el 5 y el 20 de diciembre de 2009 bajo la organización de la Federación Internacional de Balonmano (IHF) y la Federación China de Balonmano.
Un total de 24 selecciones nacionales participaron en el evento. La selección de Rusia conquistó el título por tercera vez consecutiva al ganar en la final a Francia.

## Sedes
| Grupo      | Ciudad       | Instalación        | Capacidad |
| ---------- | ------------ | ------------------ | --------- |
| A          | Wuxi         | Gimnasio Deportivo | 7155      |
| B          | Zhangjiagang | Gimnasio Deportivo | 3750      |
| C y II     | Suzhou       | Gimnasio Deportivo | 6000      |
| D          | Changzhou    | Gimnasio Olímpico  | 6000      |
| I          | Yangzhou     | Gimnasio Deportivo | 5500      |
| Fase final | Nankín       | Gimnasio Olímpico  | 13 000    |

## Grupos
| Grupo A             | Grupo B   | Grupo C | Grupo D         |
| ------------------- | --------- | ------- | --------------- |
| Alemania            | Rusia     | Noruega | España          |
| Francia             | Angola    | Rumania | Corea del Sur   |
| Suecia              | Austria   | Hungría | China           |
| Dinamarca           | Ucrania   | Japón   | Costa de Marfil |
| República del Congo | Tailandia | Túnez   | Argentina       |
| Brasil              | Australia | Chile   | Kazajistán      |

## Primera Fase
Los primeros tres de cada grupo alcanzan la fase principal. Los equipos restantes juegan entre sí por los puestos 13 a 16.

### Grupo A
| Equipo              | J | G | E | P | GF  | GC  | DG  | PTS |
| ------------------- | - | - | - | - | --- | --- | --- | --- |
| Dinamarca           | 5 | 4 | 0 | 1 | 139 | 114 | +25 | 8   |
| Francia             | 5 | 3 | 0 | 2 | 117 | 104 | +13 | 6   |
| Alemania            | 5 | 3 | 0 | 2 | 142 | 136 | +6  | 6   |
| Suecia              | 5 | 3 | 0 | 2 | 129 | 121 | +8  | 6   |
| Brasil              | 5 | 2 | 0 | 3 | 132 | 134 | -2  | 4   |
| República del Congo | 5 | 0 | 0 | 5 | 116 | 166 | -50 | 0   |

- Resultados

| Fecha | Hora² | Partido¹            | Partido¹ | Partido¹            | Resultado |
| ----- | ----- | ------------------- | -------- | ------------------- | --------- |
| 05.12 | 17:00 | Francia             | -        | Brasil              | 20-22     |
| 05.12 | 19:00 | Suecia              | -        | República del Congo | 29-19     |
| 05.12 | 21:00 | Alemania            | -        | Dinamarca           | 26-27     |
| 06.12 | 17:00 | República del Congo | -        | Alemania            | 23-36     |
| 06.12 | 19:00 | Brasil              | -        | Suecia              | 23-26     |
| 06.12 | 21:00 | Dinamarca           | -        | Francia             | 24-16     |
| 07.12 | 17:00 | Alemania            | -        | Brasil              | 32-30     |
| 07.12 | 19:00 | Dinamarca           | -        | República del Congo | 37-24     |
| 07.12 | 21:00 | Francia             | -        | Suecia              | 23-21     |
| 09.12 | 17:00 | Francia             | -        | República del Congo | 29-22     |
| 09.12 | 19:00 | Brasil              | -        | Dinamarca           | 21-28     |
| 09.12 | 21:00 | Suecia              | -        | Alemania            | 27-33     |
| 10.12 | 17:00 | República del Congo | -        | Brasil              | 28-36     |
| 10.12 | 19:00 | Alemania            | -        | Francia             | 15-29     |
| 10.12 | 21:00 | Suecia              | -        | Dinamarca           | 27-23     |

- (¹) –  Todos en Wuxi
- (²) –  Hora local de China (UTC+8)

### Grupo B
| Equipo    | J | G | E | P | GF  | GC  | DG   | PTS |
| --------- | - | - | - | - | --- | --- | ---- | --- |
| Rusia     | 5 | 5 | 0 | 0 | 175 | 74  | +101 | 10  |
| Austria   | 5 | 3 | 0 | 2 | 106 | 69  | +69  | 6   |
| Angola    | 5 | 3 | 0 | 2 | 145 | 96  | +49  | 6   |
| Ucrania   | 5 | 3 | 0 | 2 | 151 | 106 | +45  | 6   |
| Tailandia | 5 | 1 | 0 | 4 | 73  | 192 | -119 | 2   |
| Australia | 5 | 0 | 0 | 5 | 52  | 197 | -145 | 0   |

- Resultados

| Fecha | Hora² | Partido¹  | Partido¹ | Partido¹  | Resultado |
| ----- | ----- | --------- | -------- | --------- | --------- |
| 05.12 | 17:00 | Angola    | -        | Australia | 39-9      |
| 05.12 | 19:00 | Austria   | -        | Tailandia | 52-11     |
| 05.12 | 21:00 | Rusia     | -        | Ucrania   | 27-18     |
| 06.12 | 17:00 | Australia | -        | Austria   | 10-45     |
| 06.12 | 19:00 | Ucrania   | -        | Angola    | 20-28     |
| 06.12 | 21:00 | Tailandia | -        | Rusia     | 8-45      |
| 07.12 | 17:00 | Ucrania   | -        | Tailandia | 41-13     |
| 07.12 | 19:00 | Angola    | -        | Austria   | 21-28     |
| 07.12 | 21:00 | Rusia     | -        | Australia | 48-8      |
| 09.12 | 17:00 | Angola    | -        | Tailandia | 36-16     |
| 09.12 | 19:00 | Australia | -        | Ucrania   | 7-40      |
| 09.12 | 21:00 | Austria   | -        | Rusia     | 19-32     |
| 10.12 | 17:00 | Tailandia | -        | Australia | 25-18     |
| 10.12 | 19:00 | Austria   | -        | Ucrania   | 31-32     |
| 10.12 | 21:00 | Rusia     | -        | Angola    | 23-21     |

- (¹) –  Todos en Zhangjiagang
- (²) –  Hora local de China (UTC+8)

### Grupo C
| Equipo  | J | G | E | P | GF  | GC  | DG   | PTS |
| ------- | - | - | - | - | --- | --- | ---- | --- |
| Noruega | 5 | 5 | 0 | 0 | 102 | 62  | +62  | 10  |
| Rumania | 5 | 4 | 0 | 1 | 182 | 117 | +65  | 8   |
| Hungría | 5 | 3 | 0 | 2 | 160 | 123 | +37  | 6   |
| Japón   | 5 | 1 | 1 | 3 | 144 | 156 | -12  | 3   |
| Túnez   | 5 | 1 | 1 | 3 | 137 | 155 | -18  | 3   |
| Chile   | 5 | 0 | 0 | 5 | 81  | 215 | -134 | 0   |

- Resultados

| Fecha | Hora² | Partido¹ | Partido¹ | Partido¹ | Resultado |
| ----- | ----- | -------- | -------- | -------- | --------- |
| 05.12 | 17:15 | Rumania  | -        | Chile    | 51-17     |
| 05.12 | 19:15 | Noruega  | -        | Japón    | 34-19     |
| 05.12 | 21:15 | Hungría  | -        | Túnez    | 33-25     |
| 06.12 | 17:15 | Chile    | -        | Hungría  | 14-48     |
| 06.12 | 19:15 | Túnez    | -        | Noruega  | 25-36     |
| 06.12 | 21:15 | Japón    | -        | Rumania  | 28-37     |
| 07.12 | 17:15 | Japón    | -        | Túnez    | 31-31     |
| 07.12 | 19:15 | Noruega  | -        | Chile    | 44-15     |
| 07.12 | 21:15 | Rumania  | -        | Hungría  | 31-25     |
| 09.12 | 17:15 | Chile    | -        | Japón    | 19-38     |
| 09.12 | 19:15 | Hungría  | -        | Noruega  | 19-25     |
| 09.12 | 21:15 | Rumania  | -        | Túnez    | 39-22     |
| 10.12 | 17:15 | Túnez    | -        | Chile    | 34-16     |
| 10.12 | 19:15 | Noruega  | -        | Rumania  | 25-24     |
| 10.12 | 21:15 | Hungría  | -        | Japón    | 35-28     |

- (¹) –  Todos en Suzhou
- (²) –  Hora local de China (UTC+8)

### Grupo D
| Equipo          | J | G | E | P | GF  | GC  | DG  | PTS |
| --------------- | - | - | - | - | --- | --- | --- | --- |
| España          | 5 | 5 | 0 | 0 | 147 | 84  | +63 | 10  |
| Corea del Sur   | 5 | 4 | 0 | 1 | 170 | 115 | +55 | 8   |
| China           | 5 | 3 | 0 | 2 | 123 | 109 | +14 | 6   |
| Costa de Marfil | 5 | 1 | 1 | 3 | 114 | 140 | -26 | 3   |
| Kazajistán      | 5 | 1 | 0 | 4 | 88  | 142 | -52 | 2   |
| Argentina       | 5 | 0 | 1 | 4 | 88  | 142 | -54 | 1   |

- Resultados

| Fecha | Hora² | Partido¹        | Partido¹ | Partido¹        | Resultado |
| ----- | ----- | --------------- | -------- | --------------- | --------- |
| 05.12 | 15:30 | Corea del Sur   | -        | Kazajistán      | 39-21     |
| 05.12 | 17:30 | España          | -        | Costa de Marfil | 29-18     |
| 05.12 | 19:30 | China           | -        | Argentina       | 26-15     |
| 06.12 | 15:30 | Costa de Marfil | -        | Corea del Sur   | 26-35     |
| 06.12 | 17:30 | Argentina       | -        | España          | 15-33     |
| 06.12 | 19:30 | Kazajistán      | -        | China           | 13-25     |
| 07.12 | 14:30 | Costa de Marfil | -        | Argentina       | 19-19     |
| 07.12 | 16:30 | Corea del Sur   | -        | China           | 33-25     |
| 07.12 | 18:30 | España          | -        | Kazajistán      | 30-12     |
| 09.12 | 14:30 | Kazajistán      | -        | Costa de Marfil | 22-30     |
| 09.12 | 16:30 | China           | -        | España          | 12-27     |
| 09.12 | 18:30 | Corea del Sur   | -        | Argentina       | 36-15     |
| 10.12 | 14:30 | Argentina       | -        | Kazajistán      | 24-28     |
| 10.12 | 16:30 | China           | -        | Costa de Marfil | 35-21     |
| 10.12 | 18:30 | España          | -        | Corea del Sur   | 28-27     |

- (¹) –  Todos en Changzhou
- (²) –  Hora local de China (UTC+8)

## Segunda fase
Los primeros dos de cada grupo disputan las semifinales. 

### Grupo I
| Equipo    | J | G | E | P | GF  | GC  | DG  | PTS |
| --------- | - | - | - | - | --- | --- | --- | --- |
| Francia   | 5 | 4 | 0 | 1 | 137 | 106 | +31 | 8   |
| Rusia     | 5 | 4 | 0 | 1 | 142 | 111 | +31 | 8   |
| Dinamarca | 5 | 3 | 0 | 2 | 129 | 127 | +2  | 6   |
| Alemania  | 5 | 2 | 0 | 3 | 117 | 137 | -20 | 4   |
| Austria   | 5 | 1 | 0 | 4 | 120 | 147 | -27 | 2   |
| Angola    | 5 | 1 | 0 | 4 | 115 | 132 | -17 | 2   |

- Resultados

| Fecha | Hora² | Partido¹  | Partido¹ | Partido¹  | Resultado |
| ----- | ----- | --------- | -------- | --------- | --------- |
| 12.12 | 17:00 | Alemania  | -        | Rusia     | 22-34     |
| 12.12 | 19:00 | Francia   | -        | Angola    | 33-24     |
| 12.12 | 21:00 | Dinamarca | -        | Austria   | 30-27     |
| 13.12 | 17:00 | Austria   | -        | Alemania  | 26-29     |
| 13.12 | 19:00 | Rusia     | -        | Francia   | 23-24     |
| 13.12 | 21:00 | Angola    | -        | Dinamarca | 28-23     |
| 15.12 | 17:00 | Alemania  | -        | Angola    | 25-21     |
| 15.12 | 19:00 | Francia   | -        | Austria   | 35-20     |
| 15.12 | 21:00 | Dinamarca | -        | Rusia     | 25-30     |

- (¹) –  Todos en Yangzhou
- (²) –  Hora local de China (UTC+8)

### Grupo II
| Equipo        | J | G | E | P | GF  | GC  | DG  | PTS |
| ------------- | - | - | - | - | --- | --- | --- | --- |
| Noruega       | 5 | 4 | 0 | 1 | 138 | 114 | +24 | 8   |
| España        | 5 | 3 | 1 | 1 | 126 | 112 | +14 | 7   |
| Corea del Sur | 5 | 2 | 2 | 1 | 150 | 142 | +8  | 6   |
| Rumania       | 5 | 2 | 1 | 2 | 154 | 129 | +25 | 5   |
| Hungría       | 5 | 1 | 2 | 2 | 118 | 126 | -8  | 4   |
| China         | 5 | 0 | 0 | 5 | 96  | 159 | -63 | 0   |

- Resultados

| Fecha | Hora² | Partido¹      | Partido¹ | Partido¹      | Resultado |
| ----- | ----- | ------------- | -------- | ------------- | --------- |
| 12.12 | 17:15 | Rumania       | -        | China         | 40-19     |
| 12.12 | 19:15 | Noruega       | -        | Corea del Sur | 27-28     |
| 12.12 | 21:15 | Hungría       | -        | España        | 21-21     |
| 13.12 | 17:15 | Corea del Sur | -        | Hungría       | 28-28     |
| 13.12 | 19:15 | China         | -        | Noruega       | 19-34     |
| 13.12 | 21:15 | España        | -        | Rumania       | 26-25     |
| 15.12 | 17:15 | Hungría       | -        | China         | 25-21     |
| 15.12 | 19:15 | Noruega       | -        | España        | 27-24     |
| 15.12 | 21:15 | Rumania       | -        | Corea del Sur | 34-34     |

- (¹) –  Todos en Suzhou
- (²) –  Hora local de China (UTC+8)

## Fase final

### Semifinales
| Fecha | Hora² | Partido¹ | Partido¹ | Partido¹ | Resultado |
| ----- | ----- | -------- | -------- | -------- | --------- |
| 18.12 | 18:30 | Francia  | -        | España   | 27-23     |
| 18.12 | 21:15 | Noruega  | -        | Rusia    | 20-28     |

- (¹) –  En Nankín
- (²) –  Hora local de China (UTC+8)

### Tercer puesto
| Fecha | Hora² | Partido¹ | Partido¹ | Partido¹ | Resultado |
| ----- | ----- | -------- | -------- | -------- | --------- |
| 20.12 | 16:30 | España   | -        | Noruega  | 26-31     |

### Final
| Fecha | Hora² | Partido¹ | Partido¹ | Partido¹ | Resultado |
| ----- | ----- | -------- | -------- | -------- | --------- |
| 20.12 | 19:00 | Rusia    | -        | Francia  | 25-22     |

- (¹) –  En Nankín
- (²) –  Hora local de China (UTC+8)

## Medallero
|       |         |         |
| Rusia | Francia | Noruega |

## Estadísticas

### Clasificación general
| 1. Rusia                |
| 2. Francia              |
| 3. Noruega              |
| 4. España               |
| 5. Dinamarca            |
| 6. Corea del Sur        |
| 7. Alemania             |
| 8. Rumania              |
| 9. Hungría              |
| 10. Austria             |
| 11. Angola              |
| 12. China               |
| 13. Suecia              |
| 14. Túnez               |
| 15. Brasil              |
| 16. Japón               |
| 17. Ucrania             |
| 18. Costa de Marfil     |
| 19. Argentina           |
| 20. República del Congo |
| 21. Tailandia           |
| 22. Kazajistán          |
| 23. Chile               |
| 24. Australia           |

### Equipo Ideal
| Posición          | Nombre                  | País    |
| ----------------- | ----------------------- | ------- |
| Portero           | Inna Suslina            | Rusia   |
| Extremo izquierdo | Camilla Herrem          | Noruega |
| Lateral izquierdo | Mariama Signate         | Francia |
| Central           | Allison Pineau          | Francia |
| Lateral derecho   | Marta Mangué            | España  |
| Extremo derecho   | Linn Kristin Riegelhuth | Noruega |
| Pivote            | Begoña Fernández        | España  |

### Máximas goleadoras
| Puesto | Nombre                  | País            | Goles |
| ------ | ----------------------- | --------------- | ----- |
| 1      | Katrin Engel            | Austria         | 67    |
| 2      | Paula Gondo-Bredou      | Costa de Marfil | 65    |
| 3      | Shio Fujii              | Japón           | 61    |
| 4      | Mouna Chebbah           | Túnez           | 58    |
| 5      | Linn-Kristin Riegelhuth | Noruega         | 54    |

### Mejores porteras
| Puesto | Nombre              | País    | % Paradas |
| ------ | ------------------- | ------- | --------- |
| 1      | Maria Odeth Tavarés | Angola  | 45        |
| 2      | Anna Sedoikina      | Rusia   | 44        |
| 3      | Mihaela Ciobanu     | España  | 42        |
| 4      | Paula Ungureanu     | Rumania | 41        |
| 5      | Tetiana Chujno      | Ucrania | 41        |

### Mejor Jugadora del Torneo
| Nombre            | País  |
| ----------------- | ----- |
| Liudmila Postnova | Rusia |